# Crničani
Crničani är en ort i Nordmakedonien. Den ligger i kommunen Mogila, i den södra delen av landet, 100 kilometer söder om huvudstaden Skopje. Crničani ligger 682 meter över havet och antalet invånare är 140.